# Thỏ Enderby

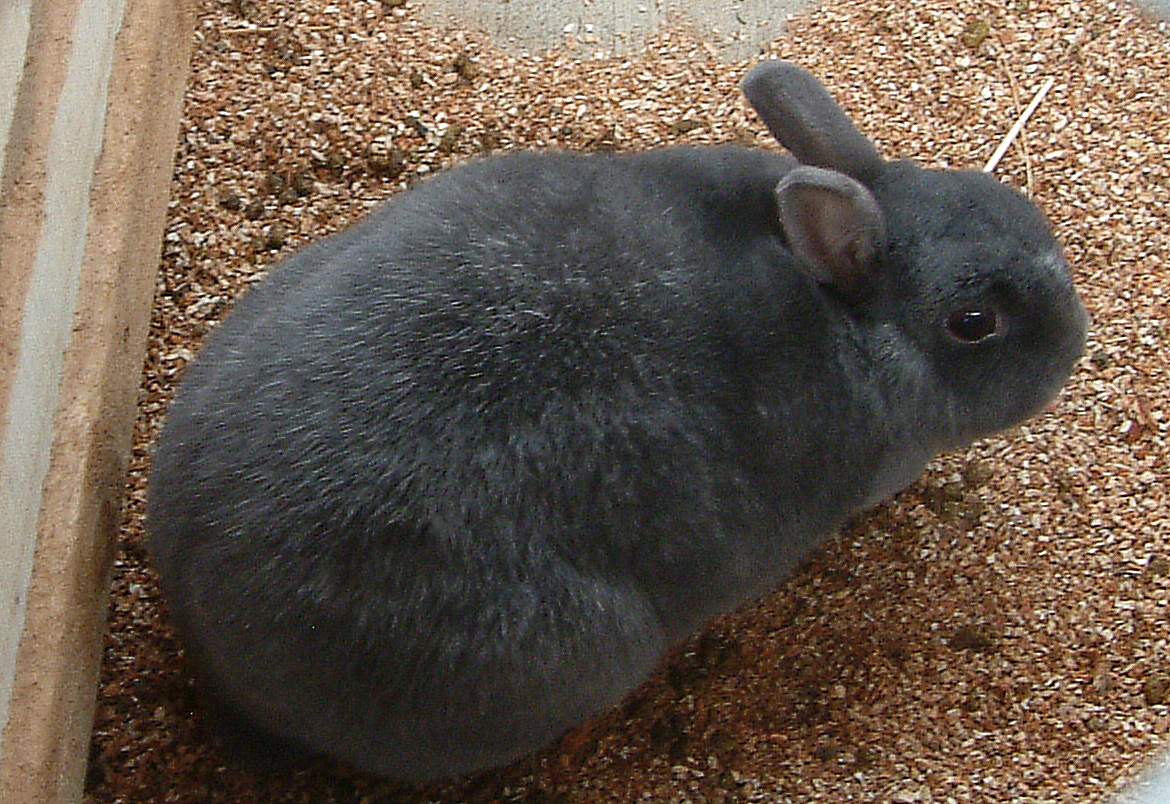
Một con thỏ Enderby

Thỏ đảo Enderby là một giống thỏ có nguồn gốc từ New Zealand. Chúng là một biến thể hiếm có của giống thỏ châu Âu (Oryctolagus cuniculus). Nó bắt nguồn từ thỏ du nhập đến Đảo Enderby, một hòn đảo không có người ở trong Quần đảo Auckland của New Zealand, từ Úc vào tháng 10 năm 1865 để phục vụ cho nhu cầu thực phẩm.

## Đặc điểm
Hơn 130 năm bị cô lập chúng đã trở thành một loại đặc biệt. Các con thỏ cuối cùng bị tận diệt vì lý do quản lý động vật hoang dã từ Đảo Enderby vào đầu những năm 1990, nhưng một nhóm chăn nuôi giữ 49 con thỏ đã được cứu bởi Hiệp hội bảo tồn các giống quý hiếm của New Zealand vào tháng 9 năm 1992. Là một giống thỏ Đảo Enderby không chỉ hiếm mà còn nguy cơ tuyệt chủng do số lượng lớn các giống lai tạo với các cá thể thỏ Enderby với các giống thỏ nhà khác.
Đảo Enderby Thỏ chủ yếu là màu xám bạc, với một lớp lông tơ màu đá phiến xanh. Đầu, tai và đuôi rất tối, đôi khi màu đen. Do một gen lặn, một tỷ lệ nhỏ của thỏ được sinh ra kem hoặc màu be. Thỏ trưởng thành nặng khoảng 2 kg. Chúng là vật nuôi nhạy cảm với các yếu tố ngoại cảnh (chốn trạy, sợ tiếng động), khả năng thích ứng với môi trường kém. Cần tránh tiếp xúc với các loài động vật khác, đặc biệt là chuột. Nếu ban ngày chúng ăn không hết thức ăn thì cần vét sạch máng, nếu thừa chuột sẽ lên ăn và cắn chết thỏ, nhất là thỏ con mới đẻ.
Dạ dày chúng co giãn tốt nhưng co bóp yếu. Nhiều con bị chứng sâu răng hành hạ và có vấn đề về tiêu hóa. Chúng cũng bị mắc một số bệnh như bại huyết, ghẻ, cầu trùng, viêm ruột, do ăn thức ăn sạch sẽ, không bị nấm mốc. Nếu thấy chúng có hiện tượng phân hôi, nhão sau đó lỏng dần thấm dính đét lông quanh hậu môn, kém ăn, lờ đờ uống nước nhiều đó là bệnh tiêu chảy. Chúng hiếu động và ham chạy nhảy, sinh trưởng tốt, nuôi chúng không cần nhiều diện tích.

## Chăm sóc
Cho ăn cà rốt có thể khiến chúng bị sâu răng, cũng như gây nên những vấn đề về sức khỏe khác. Cà rốt và táo chứa nhiều đường thực vật, chỉ nên cho thỏ ăn những loại này ít. Chúng thích cam thảo nhưng nó lại không tốt bởi thỏ không thể tiêu hóa đường. Chúng thông thường không ăn rau củ có rễ, ngũ cốc hoặc trái cây, đặc biệt là rau diếp. Nên cho thỏ ăn cỏ, cải lá xanh đậm như bắp cải, cải xoăn, bông cải xanh (phải rửa sạch).
Luôn có thức ăn xanh trong khi chăm sóc, lượng thức ăn xanh cho chúng luôn chiếm 90% tổng số thức ăn trong ngày. Có thể cho chúng ăn thêm thức ăn tinh bột, không được lạm dụng vì chúng sẽ dễ bị mắc bệnh về đường tiêu hóa dẫn đến chết. Nhiều người cho rằng thỏ không cần uống nước là sai. Thỏ chết không phải do uống nước hay ăn cỏ ướt mà vì uống phải nước bẩn và ăn rau bị nhiễm độc.